# Χ̌
Cette page contient des caractères spéciaux ou non latins. S’ils s’affichent mal (▯, ?, etc.), consultez la page d’aide Unicode.
Ne doit pas être confondu avec la lettre latine X̌ ou la lettre cyrillique Х̌.
Le chi caron, χ̌, est une lettre grecque additionnelle utilisée dans l’écriture du grec pontique.

## Utilisation
Le chi caron est utilisé en grec pontique, par exemple dans le mot χ̌έρα, « veuve ».